# Roscoe Vindmøllepark
Roscoe Vindmøllepark i Roscoe, Texas er verdens største vindmøllepark. Vindmølleparken er ejet og drevet af E.ON Climate & Renewables, pr. oktober 2009 havde vindmølleparken 627 vindmøller og en total kapacitet på 781,5 MW og overgik dermed det nærtliggende Horse Hollow Vindenergicenter som med 735.5 MW havde været verdens største indtil da. Projektet har kostet mere end 1 mia. $ og leverer tilstrækkeligt energi til at forsyne mere end 250.000 texanske gennemsnitshustande. Vindmølleparken er lokaliseret omkring 320 kilometer vest for Fort Worth, spænder over fire texas-amter og dækker tæt på 400 kvadratkilometer.
Vindmøllerne er leveret af henholdsvis Mitsubishi, General Electric og Siemens Wind Power.